# Brandon Hardesty
 (décembre 2017).
Si vous disposez d'ouvrages ou d'articles de référence ou si vous connaissez des sites web de qualité traitant du thème abordé ici, merci de compléter l'article en donnant les références utiles à sa vérifiabilité et en les liant à la section « Notes et références ».
Pour les articles homonymes, voir Hardesty.
Brandon Hardesty (nom complet : Brandon Allan hardesty) né le 13 avril 1987  est un comédien américain notamment célèbre pour ses vidéos publiées sur le site communautaire de vidéos YouTube dans lesquelles il rejoue des scènes de films. Il est aussi l'auteur de vidéos amusantes devenues cultes pour beaucoup de gens. L'écrivain et journaliste Julian Dibbel qualifiera son travail comme « la Web culture dans ce qu'elle a de meilleur ».

## Biographie

### Vie privée
Brandon Hardesty est né à Baltimore dans le Maryland. Il est le plus jeune de la famille. La mère de Brandon, femme exubérante, collectionne les chapeaux ridicules et fait placer dans la salle à manger familiale une armure médiévale complète, « juste pour s'amuser ». Son père compose des jingles pour la radio en plus d'enseigner la musique et de diriger le chœur de l'église. Les parents de Brandon le qualifient comme étant de joyeux, drôle et introverti. Lorsque Brandon a huit ans, ses parents décident de ne pas le faire poursuivre ses études dans la petite école chrétienne qu'il fréquentait alors de peur que l'enseignement soit trop strict pour leur fils. À la place, il suivra des cours à domicile jusqu'à son entrée au collège.
Pendant ses études à l'école luthérienne de Baltimore, un professeur convainc Brandon de jouer dans les pièces du théâtre de l'école bien qu'il soit trop gêné pour laisser sa famille assister aux représentations. Il commence à travailler le week-end et après les cours comme caissier au Weis Markets (une épicerie locale) afin de réduire sa timidité et de s'ouvrir socialement.
À l'université, Brandon participe à plusieurs courts-métrages tout en commençant à poster ses propres vidéos sur YouTube. Après avoir attiré l'attention avec la qualité de ses vidéos (et notamment Strange Faces and Noises I Can Make III) le producteur Edwin Marshall se montre intéressé pour représenter Brandon professionnellement. La même vidéo a également attiré l'attention du site Geico.com qui l'a intégrée à l'une de ses publicités en 2007 et 2008. Fin 2007, Brandon auditionne pour un rôle dans le film indépendant Bart Got a Room. Peu de temps après, Beverly Strong de la société de management Strong Management a pris contact avec le manager de Brandon et le représente à présent avec Nic De Armendi de Polaris Entertainment. Début 2008, Brandon signe avec la société de talent Endeavor. Il vit actuellement à Los Angeles.

### YouTube
Sur le site communautaire de vidéos YouTube, le pseudonyme de Brandon est ArtieTSMITW (il s'agit de l'abréviation de « Artie, The strongest man in the world », personnage de dessin-animé que le jeune Hardesty appréciait particulièrement).
Ses vidéos les plus populaires sont la série des Re-enactment qui consistent à refaire une ou plusieurs scènes d'un film en interprétant tour à tour chaque acteur. C'est entre autres grâce à ces vidéos que le talent d'acteur de Brandon a été révélé au grand jour. Brandon poste également de nombreuses vidéos purement humoristiques dans lesquelles son humour absurde et ses frasques en tout genre rencontrent également un franc succès.
En novembre 2008, il participe au premier YouTube Live en demandant à ses fans de voter pour qu'il fasse le re-enactment de leur choix. Il en a découlé une de ses vidéos les plus célèbres : une scène de The Dark Knight : Le Chevalier noir de Christopher Nolan. La vidéo a récolté 150 000 vues la première semaine de sa publication.

### Carrière d'acteur
Hardesty est contacté en 2008 pour tenir un rôle secondaire dans le film indépendant Bart Got a Room, faisant de lui le troisième utilisateur de YouTube a opérer un passage direct vers une carrière d'acteur.
En février 2008, il participe à cinq épisodes du Jimmy Kimmel Live!, dans lesquels il rejoue une scène de tous les films nommés pour les 80e Academy Awards.
En mars 2008, il annonce dans une vidéo avoir signé avec l'agence de talent Endeavor.
En juin 2008, Brandon annonce sur son site officiel qu'il a auditionné pour un rôle dans le film Kid Cannabis originellement prévu pour débuter en août 2008 mais dont le tournage est repoussé depuis.
En octobre 2008, Brandon a joué dans le film chrétien indépendant The Bill Collector. Celui-ci n'a pas encore de date de sortie.
En mars 2009, il annonce avoir été choisi pour tourner dans le septième film de la série American Pie, American Pie présente : Les Sex Commandements. C'est son rôle le plus important à ce jour. Il y incarne en effet l'un des trois principaux protagonistes, « Lube ».
Pendant le tournage d’American Pie, Brandon a eu un petit rôle dans le récent film Born to Be a Star d'Adam Sandler.

### Filmographie
- 2008 : Bart Got a Room : Craig
- 2009 : American Pie : Les Sex Commandements : Lube
- 2010 : The Bill Collector : Iggy
- 2010 : Living On A Prayer : PK
- 2011 : Bucky Larson: Born to Be a Star : Lars
- 2011 : Ham Sandwich : Baxter
- 2012 : South Park- Épisode: Je n'aurais jamais dû faire de la tyrolienne : Cartman en décors réel.
- 2013 : 7 Minutes : Jerome
- 2014 : The Scorpion King 4: Quest for Power : Boris